# 希帕赫
希帕赫是奥地利蒂罗尔州施瓦茨县的一个市镇。总面积39.37平方公里，总人口1394人，人口密度35.4人/平方公里（2005年）。